# Jana Braun
Jana Braun (* 17. Februar 1998 in Spaichingen) ist eine ehemalige deutsche Fußballspielerin.

## Karriere
Im Landkreis Tuttlingen geboren, spielte Braun auch zuletzt in diesem für den in der nördlichen Gemeinde Frittlingen ansässigen FC Frittlingen, bevor sie von 2015 bis 2017 dann für den Hegauer FV in der drittklassigen Regionalliga Süd in 35 Punktspielen aktiv wurde. Ihr Debüt im Seniorinnenbereich gab sie am 6. September 2015 (1. Spieltag) beim 3:0-Sieg im Auswärtsspiel gegen Eintracht Frankfurt. Ihr einziges Tor war der 1:0-Siegtreffer im Heimspiel gegen den TV Derendingen am 26. September 2015 (4. Spieltag). Mit der Mannschaft gewann sie 2016 und 2017 den Südbadischen Pokal und kam beim ersten Gewinn im Wettbewerb um den DFB-Pokal in der 1. und 2. Runde zum Einsatz.
Nach ihrem Abschluss mit Abitur am Albertus-Magnus-Gymnasium in Rottweil im gleichnamigen Landkreis, begab sie sich im Jahr 2017 in die Vereinigten Staaten, um an der Gardner–Webb University, einer privaten Universität im Township Boiling Springs im Cleveland County (North Carolina), ein BWL-Studium mit Hauptfach Management aufzunehmen. Dort kam sie für deren Sport-Team, die Runnin’ Bulldogs, in 33 Meisterschaftsspielen der Big South Conference zum Einsatz, in denen ihr drei Tore gelangen. Danach begab sie sich nach Providence (Rhode Island) an das dort ansässige Providence College. Für deren Sport-Team, die Providence Friars bestritt sie während ihres zweijährigen Studienaufenthaltes 49 Meisterschaftsspiele in der Big East Conference.
Nachdem sie nach Deutschland zurückgekehrt war, fand sie im SC Sand ihren neuen Verein. Für die zweite Mannschaft bestritt sie vom 13. März bis zum 22. Mai 2022 fünf Punktspiele in der Gruppe 1 der drittklassigen Regionalliga Süd. In dieser Zeit bestritt sie auch ihr einziges Bundesligaspiel für die erste Mannschaft. Zum Saisonfinale am 15. Mai 2022 wurde sie beim 3:3-Unentschieden im Auswärtsspiel gegen die TSG 1899 Hoffenheim vier Minuten vor Ende der regulären Spielzeit eingesetzt. In der Folgesaison bestritt sie zwei weitere Punktspiele für die zweite Mannschaft in der Oberliga Baden-Württemberg und alle 22 Saisonspiele für die erste Mannschaft in der 2. Bundesliga, sowie zwei Pokalspiele.
Zur Saison 2023/24 wurde sie vom Zweitligaaufsteiger Hamburger SV verpflichtet. Nach 33 Punktspielen wurde sie am 11. Mai 2025 vor dem letzten Punktspiel ihres Vereins vor heimischer Kulisse von diesem verabschiedet; sie beendete ihre Spielerkarriere.

## Erfolge
- Dritter Platz 2. Bundesliga 2025 und Aufstieg in die Bundesliga

- Südbadischer Pokalsieger 2016, 2017